# Prosper Barbot
Prosper Barbot, né le 21 mai 1798 à Nantes et mort le 12 octobre 1878 à Chambellay (Maine-et-Loire), est un peintre paysagiste français.

## Biographie

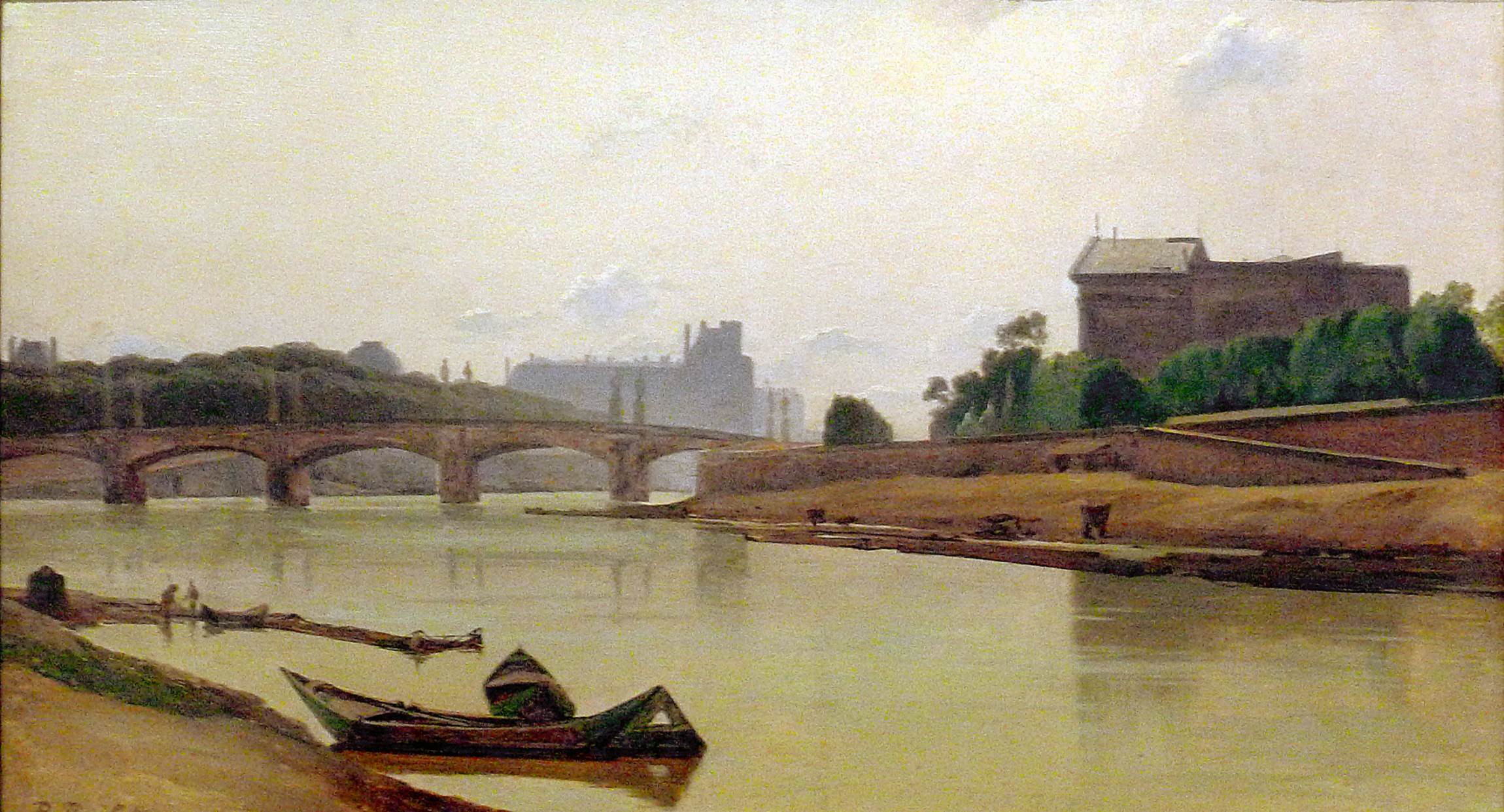
Le Pont de la Concorde, vers 1830, Paris, musée Carnavalet.

Né à Nantes le 21 mai 1798 dans une famille aisée d'origine angevine, fils de Nicolas René Barbot, trésorier payeur général de l'armée, et de
Jacquine Bruneau, Prosper Barbot passe son enfance à Paris où son père fait carrière au ministère du Trésor. Il étudie d'abord l'architecture à l'École des beaux-arts de Paris comme élève d'Achille Leclère de 1816 à 1820, puis, après un séjour en Italie de 1820 à 1822, revient à Paris pour se former dans l'atelier du peintre paysagiste Louis Étienne Watelet. Il passe ensuite quelque temps dans l'atelier de Jules Coignet avec qui il se rend en Italie en 1826, en Sicile et à Naples, puis à Rome. Il y passera deux ans et se fera de nombreux amis peintres dont Jean-Baptiste Camille Corot auprès de qui il peint sur le motif. Il envoie deux toiles au Salon de 1827 inspirées de son voyage en Sicile : Vue des ruines d'Agrigente et Vue de l’amphithéâtre romain de Taormine et obtient une médaille d'or. Rentré en France, il continue à alterner les séances de peinture sur le motif et les travaux d'atelier. Il vit entre Paris et Chambellay (Maine-et-Loire), où il hérite d'une maison de famille.
Prosper Barbot expose ses paysages au Salon de Paris et en province jusqu'en 1841 et continue de peindre et de dessiner jusqu'à la fin de sa vie. Il meurt le 12 octobre 1878 à Chambellay.

## Salons
- 1827 : Vue des ruines d'Agrigente en Sicile ; Vue de l’amphithéâtre romain de Taormine en Sicile acquis par la Société des amis des Arts.
- 1831 : Vue du château Saint-Ange, à Rome ; La Chapelle du palais du roi, à Palerme, acquis par le roi[1] ; Étude d’après nature, à Castrovillari, en Calabre ; Vue du port de Messine.
- 1833 : La Forêt de Woodstock ; Une vue de la Loire; Vue près de Tivoli acquise en 1836 par le Musée des Beaux-arts de Nantes
- 1835 : Vue prise de Dieppe.
- 1836 : Vue prise en Hollande ; Vue prise en Bretagne ; Vue d’une ville d’Allemagne.
- 1838 : Vue de Saint Florent sur Loire ; autres paysages.
- 1839 : Vue de Saint Florent sur Loire ; Vue prise dans une île près de Varades ; Intérieur pris à l’hôpital d’Angers.
- 1841 : Vue prise dans la forêt de Fontainebleau, étude d’après nature.

## Œuvres dans les collections publiques
En 1933, les héritiers de Barbot donnent un ensemble important de ses œuvres au musée des Beaux-Arts d'Angers et au musée des Beaux-Arts de Nantes. Plusieurs d'entre elles sont exposées à Angers dans la galerie consacrée aux paysagistes du XIXe siècle : Vue du théâtre de Taorrmine en Sicile ; Rochers à Civita Castellana ; Ruines à Rome et Procession au Forum.
Le département des Arts graphiques du Louvre à Paris ainsi que la bibliothèque municipale d'Angers conservent d'importants fonds de ses dessins issus de la même donation.